# Mariusz Łukawski
Mariusz Łukawski (ur. 1950 w Zakopanem) – polski fotograf, grafik, malarz, rysownik oraz nauczyciel akademicki. 

## Życie i twórczość
W latach 1969-1974 studiował na Państwowej Szkole Sztuk Plastycznych w Łodzi (obecnie Akademia Sztuk Pięknych im. Władysława Strzemińskiego w Łodzi), którą ukończył dyplomem z wyróżnieniem w pracowniach projektowania plakatu u prof. Bogusława Balickiego i fotografii u prof. Zbigniewa Dłubaka. W tym samym roku rozpoczął pracę na macierzystej uczelni na stanowisku asystenta w pracowni prof. Zbigniewa Dłubaka. W roku 2004 otrzymał tytuł profesora zwyczajnego. W latach 2002 i 2008 pełnił funkcje prodziekana i dziekana Wydziału Grafiki i Malarstwa, w 2005-2008 kierował pracownią projektowania grafiki wydawniczej, natomiast aktualnie kieruje pracownią projektowania plakatu. Od 2012 jest prorektorem do spraw nauczania na uczelni. Prowadzi również zajęcia z fotografii i typografii w Wyższej Szkole Informatyki w Łodzi.  
W latach 1976-82 był związany z grupą artystyczną „Seminarium Warszawskie”, którą założył wraz ze Zbigniewem Dłubakiem, Jarosławem Kudajem i Mirosławem Woźnicą. Grupa zajmowała się organizowaniem wystawa i sympozjów poświęconych awangardzie plastycznej lat 70. XX w. Jest również autorem wielu projektów katalogów i plakatów dla Muzeum Sztuki w Łodzi, z którym współpracował w latach 1995-2004, oraz dla Miejskiej Galerii Sztuki w Łodzi, z którą współpracuje od 2002.